# تام ماكمانوس
تام ماكمانوس (بالإنجليزية: Tam McManus)‏ (28 فبراير 1981 بغلاسكو في المملكة المتحدة - ) هو لاعب كرة قدم بريطاني في مركز الهجوم. شارك مع منتخب اسكتلندا تحت 21 سنة لكرة القدم ومنتخب اسكتلندا الثانوي لكرة القدم ‏. أما مع النوادي، فقد لعب مع دونفرملين أثلتيك وديري سيتي وكولورادو رابيدز ونادي دندي ونادي فالكيرك ونادي هيبرنيان ونادي يميريك ونادي إيست فيف ونادي أردريونيانز وRochester Rhinos ‏ ونادي آير يونايتد ونادي بوسطن يونايتد.

## وصلات خارجية
- تام ماكمانوس على موقع الدوري الأمريكي (الإنجليزية)
- تام ماكمانوس على موقع قاعدة بيانات كرة القدم.إي يو (الإنجليزية)
- تام ماكمانوس على موقع Soccerbase.com (لاعب) (الإنجليزية)